# Ehrenplakette des Feld-Luftgaues XXX
Die Ehrenplakette des Feld-Luftgaues XXX war eine nichttragbare Auszeichnung der deutschen Luftwaffe während des Zweiten Weltkrieges, die vom General der Flieger Bernhard Waber zwischen Juli 1943 und der Auflösung des Luftgaues im August 1944 verliehen wurde.
Die hochrechteckige Plakette aus Zink ist 146 mm hoch und 103 mm breit und brüniert. Sie zeigt auf ihrer Vorderseite am oberen Rand das Hoheitsabzeichen der Luftwaffe über drei Wappenschilden der Städte Agram, Skopje und Tirana. Unter diesen Wappenschilden sind zwei diagonal gekreuzte Propellerschrauben zu sehen, in deren Mitte ein Eisernes Kreuz eingelassen ist. Unter diesem Propellerrad ist das Stadtwappen Belgrads zu sehen, welches am oberen Wappenrand von Lorbeerzweigen und am unteren Rand von Eichenlaubzweigen eingerahmt wird. Daran anschließend folgt die vierzeilige Inschrift, deren zweite Zeile nur aus drei Punkten besteht, FÜR.BESONDERE.BEWÄHRUNG / ... / DER.KOMMANDIERENDE.GENERAL.UND / BEFEHLSHABER.IM.FELDLUFTGAU XXX. Die Rückseite der Plakette ist halbhohl und zeigt am oberen Rand eine angelötete Drahtöse, die zur Aufhängung dient. Ausgehändigt wurde die Plakette stets mit einer Verleihungsurkunde.